# القاهرة (إلينوي)
القاهرة في ولاية إلينوي (بالإنجليزية:Cairo) مدينة أمريكية تابعة لولاية إلينوي وهي تتبع مقاطعة الأسكندرية، أسسها الميجور تيرون كولمان سنة 1858 م.

## التركيبة السكانية
حدّد مكتب تعداد الولايات المتحدة بيانات التركيبة السكانية لالقاهرة في تعداد الولايات المتحدة. في ما يلي، التركيبة السكانية حسب تعدادي 2000 و2010.

### تعداد عام 2000
بلغ عدد سكان القاهرة 3,632 نسمة بحسب تعداد عام 2000، وبلغ عدد الأسر 1,561 أسرة وعدد العائلات 901 عائلة مقيمة في المدينة. في حين سجلت الكثافة السكانية 154.4 نسمة لكل كيلومتر مربع (399.9/ميل2). وبلغ عدد الوحدات السكنية 1,885 وحدة بمتوسط كثافة قدره 80.1 لكل كيلومتر مربع (207.5/ميل2).
وتوزع التركيب العرقي للمدينة بنسبة 35.93% من البيض و61.70% من الأمريكيين الأفارقة و0.08% من الأمريكيين الأصليين و0.72% من الأمريكيين ذوي الأصول الآسيوية و0.03% من سكان جزر المحيط الهادئ و0.36% من الأعراق الأخرى و1.18% من عرقين مختلطين أو أكثر و0.74% من الهسبانيون أو اللاتينيون من أي عرق.
بلغ عدد الأسر 1,561 أسرة كانت نسبة 34.3% منها لديها أطفال تحت سن الثامنة عشر تعيش معهم، وبلغت نسبة الأزواج القاطنين مع بعضهم البعض 29.3% من أصل المجموع الكلي للأسر، ونسبة 25.2% من الأسر كان لديها معيلات من الإناث دون وجود شريك، بينما كانت نسبة 3.3% من الأسر لديها معيلون من الذكور دون وجود شريكة وكانت نسبة 42.3% من غير العائلات. تألفت نسبة 39.7% من أصل جميع الأسر من عدة أفراد يعيشون في نفس المنزل ونسبة 17.6% كانت تتألف من شخص يعيش بمفرده يبلغ من العمر 65 عاماً أو أكثر. وبلغ متوسط حجم الأسرة المعيشية 2.26، أما متوسط حجم العائلات فبلغ 3.08.
بلغ العمر الوسطي للسكان 36.3 عاماً. وكانت نسبة 30.3% من القاطنين تحت سن الثامنة عشر، وكانت نسبة 8.1% بين الثامنة عشر والرابعة والعشرين عاماً، ونسبة 21.9% كانت واقعةً في الفئة العمرية ما بين الخامسة والعشرين والرابعة والأربعين عاماً، ونسبة 21.2% كانت ما بين الخامسة والأربعين والرابعة والستين، ونسبة 15.8% كانت ضمن فئة الخامسة والستين عاماً فما فوق. يوجد لكل 100 أنثى 81.1 ذكر، ويوجد لكل 100 أنثى في الثامنة عشر من عمرها فما فوق 71.8 ذكر.
بلغ متوسط دخل الأسرة في المدينة 21,607 دولارًا، أما متوسط دخل العائلة فبلغ 28,242 دولارًا. وكان متوسط دخل الذكور 28,798 دولارًا مقابل 18,125 دولارًا للإناث. وسجل دخل الفرد الخاص بالمدينة 16,220 دولارًا. وكانت نسبة 27.1% من العائلات ونسبة 33.5% من السكان تحت خط الفقر، وكان من هؤلاء نسبة 47.8% تحت سن الثامنة عشر ونسبة 20.9% في الخامسة والستين من العمر وما فوق.

### تعداد عام 2010
بلغ عدد سكان القاهرة 2,831 نسمة بحسب تعداد عام 2010، وبلغ عدد الأسر 1,268 أسرة وعدد العائلات 677 عائلة مقيمة في المدينة. في حين سجلت الكثافة السكانية 120.3 نسمة لكل كيلومتر مربع (311.6/ميل2). وبلغ عدد الوحدات السكنية 1,599 وحدة بمتوسط كثافة قدره 68 لكل كيلومتر مربع (176.1/ميل2).
وتوزع التركيب العرقي للمدينة بنسبة 27.55% من البيض و69.62% من الأمريكيين الأفارقة و0.21% من الأمريكيين الأصليين و0.42% من الأمريكيين ذوي الأصول الآسيوية و0.04% من سكان جزر المحيط الهادئ و0.18% من الأعراق الأخرى و1.98% من عرقين مختلطين أو أكثر و0.39% من الهسبانيون أو اللاتينيون من أي عرق.
بلغ عدد الأسر 1,268 أسرة كانت نسبة 31% منها لديها أطفال تحت سن الثامنة عشر تعيش معهم، وبلغت نسبة الأزواج القاطنين مع بعضهم البعض 21.2% من أصل المجموع الكلي للأسر، ونسبة 28.5% من الأسر كان لديها معيلات من الإناث دون وجود شريك، بينما كانت نسبة 3.7% من الأسر لديها معيلون من الذكور دون وجود شريكة وكانت نسبة 46.6% من غير العائلات. تألفت نسبة 43.5% من أصل جميع الأسر من عدة أفراد يعيشون في نفس المنزل ونسبة 15.1% كانت تتألف من شخص يعيش بمفرده يبلغ من العمر 65 عاماً أو أكثر. وبلغ متوسط حجم الأسرة المعيشية 2.15، أما متوسط حجم العائلات فبلغ 3.00.
بلغ العمر الوسطي للسكان 36.9 عاماً. وكانت نسبة 28% من القاطنين تحت سن الثامنة عشر، وكانت نسبة 9.9% بين الثامنة عشر والرابعة والعشرين عاماً، ونسبة 19.3% كانت واقعةً في الفئة العمرية ما بين الخامسة والعشرين والرابعة والأربعين عاماً، ونسبة 26.2% كانت ما بين الخامسة والأربعين والرابعة والستين، ونسبة 16.6% كانت ضمن فئة الخامسة والستين عاماً فما فوق. وتوزع التركيب الجنسي للسكان بنسبة 45.4% ذكور و54.6% إناث.

## المناخ
يظهر الجدول التالي التغييرات المناخية على مدار السنة لالقاهرة:
| البيانات المناخية لـالقاهرة                                                                         | البيانات المناخية لـالقاهرة | البيانات المناخية لـالقاهرة | البيانات المناخية لـالقاهرة | البيانات المناخية لـالقاهرة | البيانات المناخية لـالقاهرة | البيانات المناخية لـالقاهرة | البيانات المناخية لـالقاهرة | البيانات المناخية لـالقاهرة | البيانات المناخية لـالقاهرة | البيانات المناخية لـالقاهرة | البيانات المناخية لـالقاهرة | البيانات المناخية لـالقاهرة | البيانات المناخية لـالقاهرة |
| الشهر                                                                                               | يناير                       | فبراير                      | مارس                        | أبريل                       | مايو                        | يونيو                       | يوليو                       | أغسطس                       | سبتمبر                      | أكتوبر                      | نوفمبر                      | ديسمبر                      | المعدل السنوي               |
| --------------------------------------------------------------------------------------------------- | --------------------------- | --------------------------- | --------------------------- | --------------------------- | --------------------------- | --------------------------- | --------------------------- | --------------------------- | --------------------------- | --------------------------- | --------------------------- | --------------------------- | --------------------------- |
| الدرجة القصوى °ف (°م)                                                                               | 75 (24)                     | 77 (25)                     | 85 (29)                     | 94 (34)                     | 98 (37)                     | 106 (41)                    | 108 (42)                    | 103 (39)                    | 103 (39)                    | 92 (33)                     | 82 (28)                     | 79 (26)                     | 108 (42)                    |
| متوسط درجة الحرارة الكبرى °ف (°م)                                                                   | 42.7 (5.9)                  | 47.9 (8.8)                  | 58.5 (14.7)                 | 69.6 (20.9)                 | 78.1 (25.6)                 | 86.2 (30.1)                 | 89.0 (31.7)                 | 88.1 (31.2)                 | 81.3 (27.4)                 | 70.3 (21.3)                 | 57.9 (14.4)                 | 45.6 (7.6)                  | 67.9 (19.9)                 |
| المتوسط اليومي °ف (°م)                                                                              | 34.0 (1.1)                  | 38.5 (3.6)                  | 47.7 (8.7)                  | 58.0 (14.4)                 | 67.5 (19.7)                 | 75.6 (24.2)                 | 78.9 (26.1)                 | 77.5 (25.3)                 | 69.9 (21.1)                 | 58.8 (14.9)                 | 48.1 (8.9)                  | 37.3 (2.9)                  | 57.6 (14.2)                 |
| متوسط درجة الحرارة الصغرى °ف (°م)                                                                   | 25.2 (−3.8)                 | 29.1 (−1.6)                 | 36.9 (2.7)                  | 46.4 (8.0)                  | 56.9 (13.8)                 | 65.1 (18.4)                 | 68.8 (20.4)                 | 67.0 (19.4)                 | 58.6 (14.8)                 | 47.2 (8.4)                  | 38.3 (3.5)                  | 28.9 (−1.7)                 | 47.4 (8.6)                  |
| أدنى درجة حرارة °ف (°م)                                                                             | −12 (−24)                   | −5 (−21)                    | 6 (−14)                     | 25 (−4)                     | 36 (2)                      | 45 (7)                      | 56 (13)                     | 50 (10)                     | 39 (4)                      | 27 (−3)                     | 5 (−15)                     | −9 (−23)                    | −12 (−24)                   |
| الهطول إنش (مم)                                                                                     | 3.69 (94)                   | 3.77 (96)                   | 4.05 (103)                  | 4.63 (118)                  | 5.27 (134)                  | 3.91 (99)                   | 4.14 (105)                  | 3.01 (76)                   | 3.19 (81)                   | 4.05 (103)                  | 4.46 (113)                  | 4.47 (114)                  | 48.64 (1٬236)               |
| متوسط تساقط الثلوج إنش (سم)                                                                         | 3.1 (7.9)                   | 2.4 (6.1)                   | 1.6 (4.1)                   | 0 (0)                       | 0 (0)                       | 0 (0)                       | 0 (0)                       | 0 (0)                       | 0 (0)                       | 0 (0)                       | 0.3 (0.76)                  | 1.1 (2.8)                   | 8.6 (22)                    |
| متوسط أيام هطول الأمطار (≥ 0.01 in)                                                                 | 8.3                         | 9.5                         | 9.8                         | 10.8                        | 10.6                        | 9.1                         | 7.9                         | 6.9                         | 6.4                         | 7.9                         | 9.1                         | 10.1                        | 106.4                       |
| ساعات سطوع الشمس الشهرية                                                                            | 144.4                       | 150.5                       | 198.0                       | 238.8                       | 277.8                       | 307.4                       | 318.9                       | 300.8                       | 242.4                       | 216.9                       | 139.3                       | 125.4                       | 2٬660٫6                     |
| نسبة وصول أشعة الشمس                                                                                | 47                          | 50                          | 53                          | 60                          | 63                          | 70                          | 71                          | 72                          | 65                          | 62                          | 46                          | 42                          | 58                          |
| المصدر #1: NOAA (1981–2010 temperature and precipitation normals, sun 1961–1987)                    |                             |                             |                             |                             |                             |                             |                             |                             |                             |                             |                             |                             |                             |
| المصدر #2: Western Regional Climate Center (snow normals 1948–2012), The Weather Channel (extremes) |                             |                             |                             |                             |                             |                             |                             |                             |                             |                             |                             |                             |                             |

## أعلام
- إستيل يانسي
- ويلسون فروست
- تشارلز هايز
- تشيت كوفنغتون
- غارسيا بيرنهام

## وصلات خارجية
- City-Data.com – Cairo, Illinois
- Pilot Light 2000 – site by Cairo high School alumni during 1960s
- Information about Cairo, Illinois
- The Cairo Project: A Report by SIU Carbondale's School of Journalism